# Neuontobotrys
Neuontobotrys es un género de plantas  fanerógamas perteneciente a la familia Brassicaceae. Comprende 14 especies descritas y de estas, solo 11 aceptadas.

## Taxonomía
El género fue descrito por Otto Eugen Schulz  y publicado en Das Pflanzenreich IV. 105(Heft 86): 176. 1924.

## Especies
A continuación se brinda un listado de las especies del género Neuontobotrys aceptadas hasta mayo de 2014, ordenadas alfabéticamente. Para cada una se indica el nombre binomial seguido del autor, abreviado según las convenciones y usos.
- Neuontobotrys berningeri O.E. Schulz
- Neuontobotrys choiquense (Romanczuk) Al-Shehbaz
- Neuontobotrys elloanensis Al-Shehbaz
- Neuontobotrys frutescens (Gillies ex Hook. & Arn.) Al-Shehbaz
- Neuontobotrys grayana (Baehni & J.F. Macbr.) Al-Shehbaz
- Neuontobotrys lanata (Walp.) Al-Shehbaz
- Neuontobotrys linearifolia (Kuntze) Al-Shehbaz
- Neuontobotrys mendocina (Romanczuk) Al-Shehbaz
- Neuontobotrys polyphylla (Phil.) Al-Shehbaz
- Neuontobotrys robusta (Chodat & Wilczek) Al-Shehbaz
- Neuontobotrys tarapacana (Phil.) Al-Shehbaz